# Atletismo nos Jogos Olímpicos de Verão de 2012 - 10000 m masculino
A competição dos 10000 metros masculino nos Jogos Olímpicos de Verão de 2012 aconteceu no dia 4 de agosto no Estádio Olímpico de Londres.
Mo Farah conquistou a primeira medalha da Grã-Bretanha nesse evento com o tempo de 27m30s42, quebrando a hegemonia da Etiópia que durava desde 1996. Na mesma edição Farah viria a conquistar os 5000 metros.

## Calendário
Horário local (UTC+1).
| Data        | Horário | Fase  |
| ----------- | ------- | ----- |
| 4 de agosto | 21:15   | Final |

## Medalhistas
| Ouro   | GBR Mo Farah      |
| Prata  | USA Galen Rupp    |
| Bronze | ETH Tariku Bekele |

## Recordes
Antes desta competição, os recordes mundiais e olímpicos da prova eram os seguintes:
| Tipo | Atleta          | Tempo    | Local    | Data                 |
| ---- | --------------- | -------- | -------- | -------------------- |
|      | Kenenisa Bekele | 26:17.53 | Bruxelas | 26 de agosto de 2005 |
|      | Kenenisa Bekele | 27:01.17 | Pequim   | 17 de agosto de 2008 |

## Final

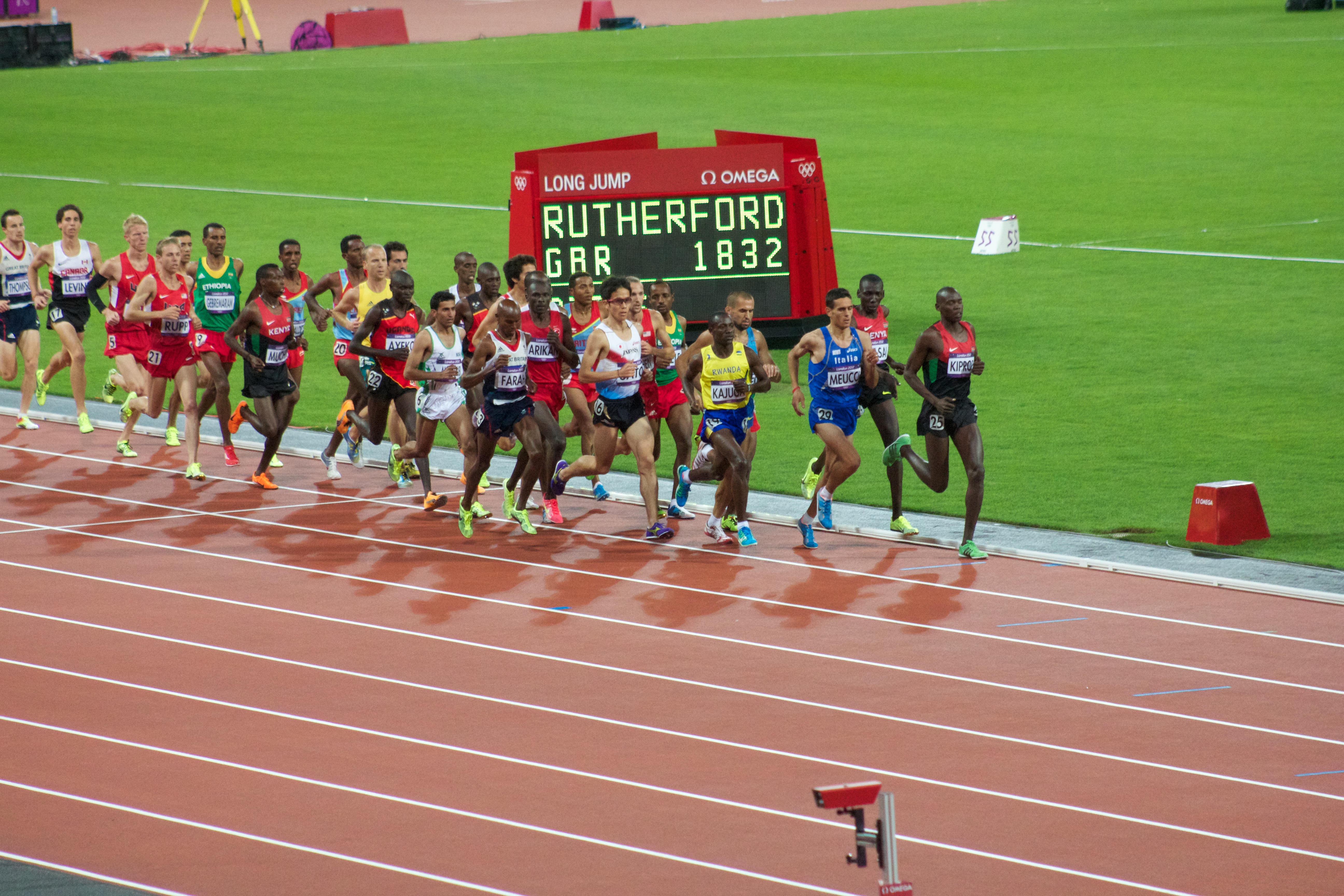
Atletas na final dos 10000 metros.

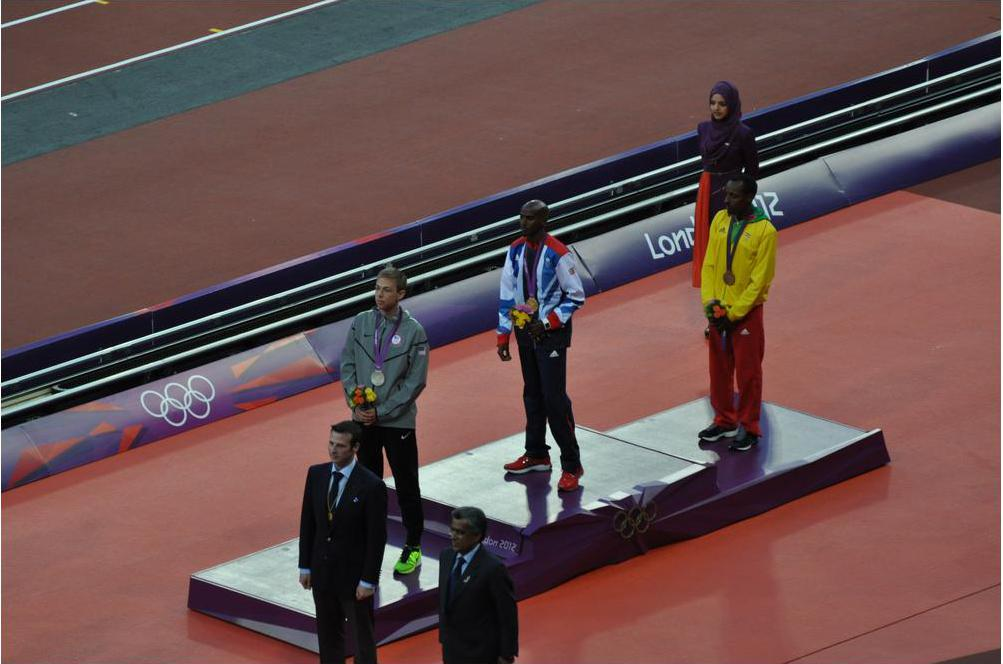
Cerimônia de premiação no Estádio Olímpico de Londres.

| Pos.              | Nome                      | CON                | Tempo    | Notas           |
| ----------------- | ------------------------- | ------------------ | -------- | --------------- |
| Medalha de ouro   | Mo Farah                  | GBR Grã-Bretanha   | 27:30.42 |                 |
| Medalha de prata  | Galen Rupp                | USA Estados Unidos | 27:30.90 |                 |
| Medalha de bronze | Tariku Bekele             | ETH Etiópia        | 27:31.43 |                 |
| 4                 | Kenenisa Bekele           | ETH Etiópia        | 27:32.44 |                 |
| 5                 | Bedan Karoki              | KEN Quênia         | 27:32.94 |                 |
| 6                 | Zersenay Tadese           | ERI Eritreia       | 27:33.51 |                 |
| 7                 | Teklemariam Medhin        | ERI Eritreia       | 27:34.76 |                 |
| 8                 | Gebregziabher Gebremariam | ETH Etiópia        | 27:36.34 |                 |
| 9                 | Polat Kemboi Arıkan       | TUR Turquia        | 27:38.81 | Recorde pessoal |
| 10                | Moses Ndiema Kipsiro      | UGA Uganda         | 27:39.22 |                 |
| 11                | Cameron Levins            | CAN Canadá         | 27:40.68 |                 |
| 12                | Moses Ndiema Masai        | KEN Quênia         | 27:41.34 |                 |
| 13                | Dathan Ritzenhein         | USA Estados Unidos | 27:45.89 |                 |
| 14                | Robert Kajuga             | RWA Ruanda         | 27:56.67 | Recorde pessoal |
| 15                | Nguse Tesfaldet           | ERI Eritreia       | 27:56.78 |                 |
| 16                | Thomas Ayeko              | UGA Uganda         | 27:58.96 |                 |
| 17                | Moukheld Al-Outaibi       | KSA Arábia Saudita | 28:07.25 |                 |
| 18                | Mohammed Ahmed            | CAN Canadá         | 28:13.91 |                 |
| 19                | Matthew Tegenkamp         | USA Estados Unidos | 28:18.26 |                 |
| 20                | Ben St. Lawrence          | AUS Austrália      | 28:32.67 |                 |
| 21                | Diego Estrada             | MEX México         | 28:36.19 |                 |
| 22                | Yuki Sato                 | JPN Japão          | 28:44.06 |                 |
| 23                | Ayad Lamdassem            | ESP Espanha        | 28:49.85 |                 |
| 24                | Daniele Meucci            | ITA Itália         | 28:57.46 |                 |
| 25                | Chris Thompson            | GBR Grã-Bretanha   | 29:06.14 |                 |
| 26                | Mykola Labovskyy          | UKR Ucrânia        | 29:32.12 |                 |
| –                 | Ali Hasan Mahboob         | BRN Bahrein        | DNF      |                 |
| –                 | Bayron Piedra             | ECU Equador        | DNF      |                 |
| –                 | Wilson Kiprop             | KEN Quênia         | DNF      |                 |

Legenda
| Recorde mundial      | Recorde mundial (World record)               |                       | Recorde africano                      | Recorde africano (African) |                                           | Q | Classificado por posição (Qualified) |
| Recorde olímpico     | Recorde olímpico (Olympic record)            | Recorde da América    | Recorde da América (Americas)         | q                          | Classificado por melhor tempo (Qualified) |   |                                      |
| Melhor marca do ano  | Melhor marca do ano (World leading)          | Recorde asiático      | Recorde asiático (Asian)              | DNS                        | Não largou (Did not start)                |   |                                      |
| Recorde nacional     | Recorde nacional (National record)           | Recorde europeu       | Recorde europeu (European)            | DNF                        | Não terminou (Did not finish)             |   |                                      |
| Recorde pessoal      | Recorde pessoal do atleta (Personal best)    | Recorde da Oceania    | Recorde da Oceania (Oceania)          | DSQ / DQ                   | Desclassificado (Disqualified)            |   |                                      |
| Recorde da temporada | Recorde da temporada do atleta (Season best) | Recorde sul-americano | Recorde sul-americano (South America) | NM                         | Sem marca (No mark)                       |   |                                      |